# Sergatch
Sergatch (en russe : Сергач) est une ville de l'oblast de Nijni Novgorod, en Russie, et le centre administratif du raïon de Sergatch. Sa population s'élevait à 20 256 habitants en 2021.

## Géographie
Sergatch est arrosée par la rivière Piana, un affluent de la Soura, et se trouve à 129 km au sud-est de Nijni Novgorod et à 494 km à l'est de Moscou.

## Histoire

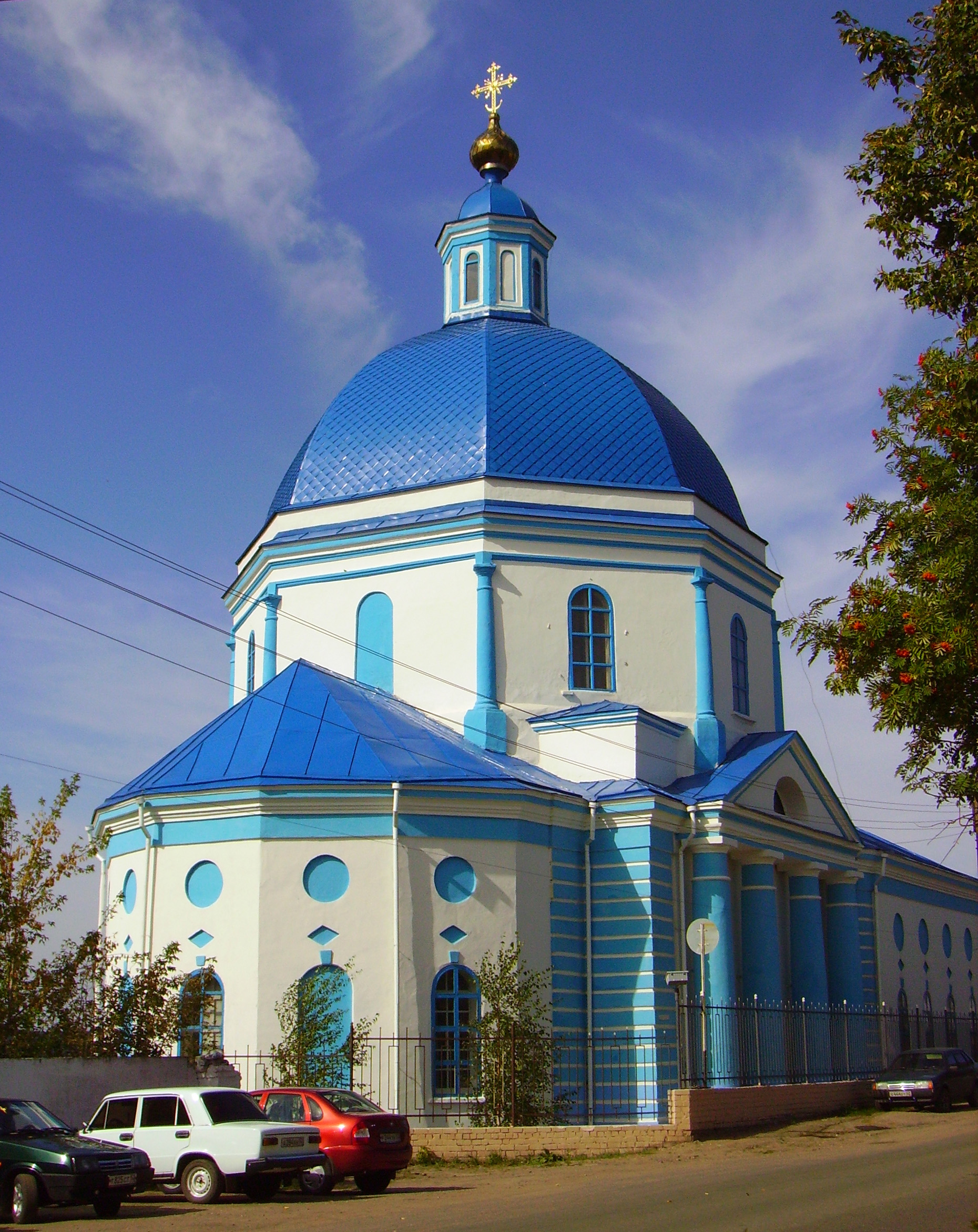
Collégiale Notre-Dame-de-Vladimir de Sergatch.

Un village du nom de Sergaïevskaïa apparaît pour la première fois à Nijni Novgorod dans des livres de comptes de l'année 1618. Le terme est probablement un dérivé du nom russe Sergueï (Serge en français) en langue mordve : Serga. La première mention écrite du village de Sergatch date de 1649. Il reçoit le statut de ville en 1779 et devient le siège administratif d'un ouïezd.

## Population
Recensements (*) ou estimations de la population
| 1856  | 1897* | 1926* | 1939* | 1959* | 1970*  |
| ----- | ----- | ----- | ----- | ----- | ------ |
| 3 400 | 4 530 | 2 335 | 5 300 | 8 208 | 22 509 |

| 1979*  | 1989*  | 2002*  | 2010*  | 2012   | 2013   |
| ------ | ------ | ------ | ------ | ------ | ------ |
| 24 387 | 25 231 | 22 887 | 21 386 | 21 077 | 20 931 |

| 2018   | 2021   | - | - | - | - |
| ------ | ------ | - | - | - | - |
| 20 269 | 20 256 | - | - | - | - |